# NGC 7222
NGC 7222 é uma galáxia espiral barrada (SBb) localizada na direcção da constelação de Aquarius. Possui uma declinação de +02° 06' 23" e uma ascensão recta de 22 horas, 10 minutos e 51,7 segundos.
A galáxia NGC 7222 foi descoberta em 11 de Agosto de 1864 por Albert Marth.